# NGC 3686
NGC 3686 est une galaxie spirale barrée située dans la constellation du Lion. NGC 3686 a été découverte par l'astronome germano-britannique William Herschel en 1784.

## Caractéristiques
La classe de luminosité de NGC 3686 est II-III et elle présente une large raie HI.

### Distance
Sa vitesse par rapport au fond diffus cosmologique est de 1 494 ± 24 km/s, ce qui correspond à une distance de Hubble de 22,04 ± 1,58 Mpc (∼71,9 millions d'al).
À ce jour, 14 mesures non basées sur le décalage vers le rouge (redshift) donnent une distance de 16,136 ± 3,453 Mpc (∼52,6 millions d'al), ce qui est légèrment à l'extérieur des valeurs de la distance de Hubble. Puisque cette galaxie est relativement rapprochée du Groupe local, il est probable que cette valeur soit plus près de la distance réelle de NGC 3686. Notons que c'est avec la valeur moyenne des mesures indépendantes, lorsqu'elles existent, que la base de données NASA/IPAC calcule le diamètre d'une galaxie.

### Morphologie
Eskridge, Frogel et Pogge ont publié un article en 2002 décrivant la morphologie de 205 galaxies spirales ou lenticulaires rapprochées. Les observations ont été réalisées dans la bande H de l'infrarouge et dans la bande B (le bleu). Selon Eskridge et ses collègues, NGC 3686 est de type SABbc dans la bande B et SBbc dans la bande H. Le noyau ponctuelle de NGC 3686 est brillant et encastré dans un bulbe très elliptique. Le bulbe est traversé par une barre de faible luminosité. L'angle de position de celle-ci est incliné d'environ 30° par rapport au grand axe du bulbe. Un motif spiralé de grand style émerge des extrémités de la barre. L’intérieur des bras est très contrasté et présente beaucoup de structures filamentaires. Les bras sont visibles sur presque 360 degrés. Le bras sud bifurque près de l'extrémité de la barre. Sa partie extérieur est diffuse et de faible brillance de surface. À de faible brillance de surface et à de grands rayons, la galaxie présente trois bras.  

## Trou noir supermassif
Selon un article basé sur les mesures de luminosité de la bande K de l'infrarouge proche du bulbe de NGC 3686, on obtient une valeur de 106,8 {\displaystyle M_{\odot }} (6,3 millions de masses solaires) pour le trou noir supermassif qui s'y trouve.

## Groupe de NGC 3686
NGC 3686 est une galaxie brillante dans le domaine des rayons X et elle fait partie du groupe de NGC 3686 qui comprend au moins 21 autres galaxies brillantes également dans le domaine des rayons X, dont NGC 3592, NGC 3607, NGC 3608, NGC 3626, NGC 3655, NGC 3659, NGC 3681, NGC 3684 et NGC 3691. Ce même groupe est aussi mentionné dans un article publié par A.M. Garcia en 1993, mais la galaxie NGC 3607 n'y figure pas. De plus, la galaxie PGC 35426 fait partie de la liste de Garcia, mais cette dernière ne brille pas dans le domaine des rayons X.